# Hart auf hart
Hart auf hart ist ein Studioalbum des österreichischen Musikers Peter Schleicher aus dem Jahr 1979.

## Allgemeines
Die Platte wurde im August 1979 im Tyrolis Sound Studio in Zirl aufgenommen und erschien auf Wea Music mit einem Klappcover (Gatefold-Cover). Auf Vorder- und Rückseite ist ein Pflasterstein zu sehen, auf den Innenseiten befinden sich die Texte sowie Fotos der Musiker. Alle Lieder sind Coverversionen von Songs der Rolling Stones, die Texte wurden von Schleicher ins Wienerische übersetzt bzw. interpretiert. 
Den Originalen blieb er meist sinngemäß treu, in einigen Fällen entstanden aber fast schon eigenständige Lieder, die man nur anhand der Musik mit den Stones in Verbindung bringt. So wurde aus Jumpin’ Jack Flash beispielsweise Der letzte Fetzentandler von Wien und Street Fighting Man wurde zu Da Köch – ein Ur-Wiener Ausdruck für Streit. Peter Schleicher sagte selbst über das Album:
„Hart auf Hart ist keine Wort-für-Wort-Übersetzung, sondern eine kompromißlose Reflexion der Stones und ihrer Zeit. Für mich hat sich seit den goldenen 60er-Jahren gar nicht so viel verändert. Gute Musik wird zum Glück immer gut bleiben, und die Menschen bleiben auch immer dieselben.“

## Titelliste

### Seite 1
1. Die Beislhur (Honky Tonk Woman) – 3:52
2. Der erste Herzinfarkt (19th Nervous Breakdown) – 4:32
3. Der Teufel in euch (Sympathy For The Devil) – 4:54
4. Sie kann nimmermehr (Mothers Little Helper) – 2:29
5. Des kennt unser End sein (The Last Time) – 3:28

### Seite 2
1. Der etzte Fetzentandler von Wien (Jumpin’ Jack Flash) – 3:03
2. Lady Jane (Lady Jane) – 3:48
3. Roll mi net (Play With Fire) – 2:25
4. Da Köch (Street Fighting Man) – 2:45
5. Des geht net eine bei mir (Gett Off of My Cloud) – 3:38
6. Hart auf hart (We Love You) – 3:46

In Klammern ist jeweils der Originaltitel der Rolling Stones vermerkt.
Musik: M. Jagger/K. Richards, Texte: P. Schleicher

## Besetzung
- Peter Schleicher – Tasteninstrumente, Gesang
- Willi Gesierich – Gitarre
- Harri Stojka – Solo-Gitarre (auf dem Cover wird er noch Harry geschrieben)
- Michael Krausz – Bass
- Alexander Mikulicz – Schlagzeug
- Pit Trojer – Percussion
- Gerhard Mayer – Saxophon
- Karl Fian – Trompete
- Jeff Maxian & Peter Schleicher – Chor